# Salitto
Salitto is een plaats (frazione) in de Italiaanse gemeente Olevano sul Tusciano.